# Dékány Dávid
Dékány Dávid (Szeged, 1988. augusztus 17. –) magyar költő.

## Élete és munkássága
2003 és 2008 között a szegedi Vasvári Pál Közgazdasági Szakközépiskola tanulója volt.
2010 óta publikál rendszeresen irodalmi folyóiratokban, verseit azóta többek között a Holmi, az Élet és Irodalom, a Jelenkor, a Műút és az Alföld közölte. 2015-ben megkapta az elsőként átadott Dunajcsik Mátyás Lehetőséget, első verseskötete ugyanebben az évben Darwin Motel címmel jelent meg a Libri Kiadó gondozásában, amiért az év végén Zelk Zoltán-díjat kapott, a Petőfi Irodalmi Múzeumban megtartott díjátadón Kántor Péter mondott laudációt. 2017-ben Móricz Zsigmond-ösztöndíjat kapott. 
Második verseskötete Dolgok C-hez címmel jelent meg 2019-ben a Jelenkor Kiadó gondozásában.

## Könyvei
- Darwin Motel; Libri, Budapest, 2015
- Dolgok C-hez; Jelenkor, Budapest, 2019

## Díjak, ösztöndíjak
- 2015: Dunajcsik Mátyás Lehetőség
- 2015: Zelk Zoltán-díj
- 2017: Móricz Zsigmond-ösztöndíj